# Shapeshifting
Shapeshifting es el decimoséptimo álbum de estudio del guitarrista Joe Satriani, lanzado el 10 de abril de 2020 a través de Sony Music. Satriani coprodujo el álbum con Jim Scott, con una "amplia variedad de estilos". El álbum fue precedido por el sencillo principal "Nineteen Eighty".

## Lista de canciones
Todas las canciones escritas y compuestas por Joe Satriani. 
| N.º | Título                                  | Duración |  |
| 1.  | «Shapeshifting»                         | 3:54     |  |
| 2.  | «Big Distortion»                        | 4:13     |  |
| 3.  | «All for Love»                          | 2:31     |  |
| 4.  | «Ali Farka, Dick Dale, an Alien and Me» | 3:42     |  |
| 5.  | «Teardrops»                             | 4:08     |  |
| 6.  | «Perfect Dust»                          | 3:30     |  |
| 7.  | «Nineteen Eighty»                       | 3:34     |  |
| 8.  | «All My Friends Are Here»               | 3:24     |  |
| 9.  | «Spirits, Ghosts and Outlaws»           | 3:22     |  |
| 10. | «Falling Stars»                         | 3:41     |  |
| 11. | «Waiting»                               | 2:36     |  |
| 12. | «Here the Blue River»                   | 5:01     |  |
| 13. | «Yesterday's Yesterday»                 | 2:47     |  |

## Personal
- Joe Satriani - guitarras, banjo, teclados, silbidos, palmas
- Chris Chaney - bajo, guitarra rítmica (pista 10)
- Eric Caudieux - teclados, percusión, silbidos, palmas, edición, diseño de sonido
- Kenny Aronoff - batería
- Lisa Coleman - piano (pistas 11 y 13)
- Christopher Guest - mandolina (pista 13)
- Jim Scott - percusión, silbidos, palmadas, producción, grabación, mezcla
- John Cuniberti - masterización